# Retroactive (Grand Puba)
Retroactive è il quarto album del rapper statunitense Grand Puba, pubblicato nel 2009 da Babygrande Records.

## Tracce
| #  | Titolo                         | Produttore      | Featuring                | Durata |
| -- | ------------------------------ | --------------- | ------------------------ | ------ |
| 1  | "I See Dead People"            | PHD             | Lord Jamar & Rell        | 4:26   |
| 2  | "Hunny"                        | Grant Parks     |                          | 4:04   |
| 3  | "It Is What It Is"             | PHD             | Tiffani Davis            | 5:03   |
| 4  | "How Long?"                    | Elements        |                          | 3:22   |
| 5  | "Good To Go"                   | Q-Tip           | Q-Tip                    | 3:53   |
| 6  | "Same Old Drama"               | Large Professor | Large Professor          | 1:29   |
| 7  | "Get That Money"               | PHD             |                          | 3:29   |
| 8  | "This Joint Right Here"        | Grand Puba      | Kid Capri                | 3:17   |
| 9  | "Go Hard"                      | Grand Puba      | Talee                    | 3:35   |
| 10 | "Reality Check"                | PHD             | Sarah Martinez           | 3:09   |
| 11 | "Cold Cold World"              | Grand Puba      | Khadija Mohamed          | 3:31   |
| 12 | "Smile"                        | Big Throwback   | Big Phill                | 1:55   |
| 13 | "The Joint Right Here (Remix)" | Grand Puba      | Brand Nubian & Kid Capri | 3:23   |

## Classifiche

### Classifiche settimanali
| Classifica (2009)         | Posizione massima |
| ------------------------- | ----------------- |
| US Top R&B/Hip-Hop Albums | 97                |